# Kalmosaari (ö i Pyhäjärvi stad)
Kalmosaari är en ö i Finland. Ordet kalmosaari avser antagligen att ön har varit begravningsplats. Ön ligger i sjön Pyhäjärvi och i kommunen Pyhäjärvi och landskapet  Norra Österbotten. Öns area är 0,6 hektar och dess största längd är 160 meter i nord-sydlig riktning.